# Daniel Dewey

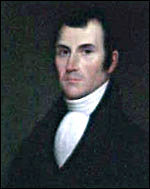
Daniel Dewey

Daniel Dewey (* 29. Januar 1766 in Sheffield, Berkshire County, Province of Massachusetts Bay; † 26. Mai 1815 in Williamstown, Massachusetts) war ein US-amerikanischer Jurist und Politiker. In den Jahren 1813 und 1814 vertrat er den Bundesstaat Massachusetts im US-Repräsentantenhaus.

## Werdegang
Daniel Dewey besuchte das Yale College in New Haven (Connecticut). Nach einem anschließenden Jurastudium und seiner 1787 erfolgten Zulassung als Rechtsanwalt begann er in Williamstown in diesem Beruf zu arbeiten. Von 1798 bis 1814 war er Schatzmeister am dortigen Williams College. Politisch schloss sich Dewey der Föderalistischen Partei an. Zwischen 1809 und 1814 gehörte er zum Beraterstab des Gouverneurs von Massachusetts.
Bei den Kongresswahlen des Jahres 1812 wurde Dewey im zwölften Wahlbezirk von Massachusetts in das US-Repräsentantenhaus in Washington, D.C. gewählt, wo er am 4. März 1813 die Nachfolge von Ezekiel Bacon antrat. Dieses Mandat übte er bis zu seinem Rücktritt am 24. Februar 1814 aus. Seine Zeit im Kongress war von den Ereignissen des Britisch-Amerikanischen Krieges geprägt. Deweys Rücktritt erfolgte nach seiner Ernennung zum Richter am Massachusetts Supreme Judicial Court, wo er Nachfolger von Samuel Sewall wurde. Diesen Posten bekleidete er bis zu seinem Tod am 26. Mai 1815 in Williamstown.